# الکس هیرش
الکساندر رابرت هیرش (به انگلیسی: Alexander Robert Hirsch ) انیماتور، نویسنده و صداپیشه آمریکایی است.

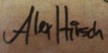
امضای الکس هیرش

## تولد و فارغ‌التحصیل
هیرش در سال ۱۹۸۵ در پیدمونت کالیفرنیا متولد شد. او پس از فارغ‌التحصیلی از دبیرستان پیمونت، در سال ۲۰۰۲ در سالن رقصنده‌ی پرنده موفق به دریافت جوایز شد و در نمایش ظاهری با دیوید لترمن ظاهر شد.
او به مؤسسه هنرهای کالیفرنیا (CalArts) رفت و در آنجا پروژه‌های متنوع و فیلم‌های کوتاهی از جمله فیلم بلند خود، "Off the Wall"، که ترکیب انیمیشن و اجرای زنده است را ساخت. او همچنین در تابستان سال ۲۰۰۶ کار خود را در پورتلند، اورگان در یک فیلم متحرک که بعداً برای Laika انجام شد، سپری کرد. او در سال ۲۰۰۷ از کالج فارغ‌التحصیل شد.

## حرفه
اولین کار هیرش پس از فارغ‌التحصیلی از CalArts به عنوان نویسنده و هنرمند نقاشی برای The Misplaced Misadventures از Flapjack در شبکه کارتون بود که در آن در کنار همکار خود JG Quintel, Pendleton Ward (که شریک نویسندگی او در نمایش بود) و Patrick McHale 8 آن را ساخت.
در سال ۲۰۱۲، هیرش سری آبشار جاذبه را برای کانال دیزنی ساخت. این انیمیشن که در شهر خیالی آبشار جاذبه، اورگان سپری می‌شود، در ژوئن ۲۰۱۲ با صداپیشگی جیسون جیسون ریتر در نقش دیپر، کریستین شال در نقش میبل و خود او ساخته شد.
در طول انیمیشن، هیرش صدای stanley, Soos,
Old Man McGucket, Bill Cipher و بسیاری دیگر از شخصیت‌های کوچک را ارائه کرد.
این انیمیشن در سال ۲۰۱۴ به شبکه Disney XD منتقل شد.
این انیمیشن سریالی برنده جایزه کودکان BAFTA و جایزه انی در سال ۲۰۱۵ است و برای چندین جایزه دیگر نیز (از جمله جایزه Peabody در سال ۲۰۱۶) نامزد دریافت جایزه شده‌است.
همچنین این انیمیشن از نمره بسیار بالا و عالی ۸٫۹ در سایت معروف imdb برخوردار است.
هیرش در ماه فوریه سال ۲۰۱۶ آبشار جاذبه را به پایان رساند تا پروژه‌های دیگری را دنبال کند.
وی جدیداً خبری راجع به ساخت انیمیشن جدیدی در شبکه نتفلیکس داده که به احتمال زیاد آبشار جاذبه ۳ باشد اما مشخص نیست که نام و شخصیت‌های انیمیشن همان باشند یا خیر.
دو سال پیش، الکس هیرش پس از پخش دو فصل از مجموعهٔ تلویزیونی محبوب و پرطرفدار خود تحت عنوان آبشار جاذبه، به این سریال خاتمه داد. هیرش از آن زمان تاکنون به همکاری در نویسندگی آثاری چون Spider-Man: Into the Spider-Verse و Detective Pikachu مشغول بوده‌است.

## زندگی شخصی
داستان دوقلوهای انیمیشن آبشار جاذبه از داستان زندگی خود هیرش همراه با خواهر دوقلویش در طول تعطیلات تابستانی الهام گرفته شده‌است. او بسیاری از تجربه‌های زندگی خود را در این انیمیشن نشان می‌دهد، مانند زندگی در پیمونت و نوع معاشرت با خواهرش.
دیپر پاینز، یکی از شخصیت‌های اصلی آبشار جاذبه، از خود او الهام گرفته شده‌است. او می‌گوید وقتی تقریباً هم سن دیپر بود (۱۲ سال) صدای خود را ضبط می‌کرده و چندین بار به عقب برمی‌گردانده تا سعی کند برعکس حرف زدن را یاد بگیرد. هیرش خود را این گونه توصیف می‌کند: «آن کودک عصبی هر جایی که می‌رفت، ۱۶ دوربین عکاسی یکبار مصرف را با خود حمل می‌کرد»
میبل پاینز، یکی دیگر از شخصیت‌های اصلی آبشار جاذبه، از خواهر دوقلویش، آریل هیرش، الهام گرفته شده‌است. او واقعاً در زندگی واقعی ژاکت‌های خل‌ وضع رنگی خاص می‌پوشید و هر هفته به یک شخص مسخره و عجیب علاقه‌مند (کراش) می‌شد. همچنین در این انیمیشن یک خوک به عنوان حیوان خانگی میبل دیده می‌شود؛ همانگونه که خواهر هیرش در دنیای واقعی آرزوی داشتنش را داشت.
شخصیت «عمو استن» نیز از پدربزرگ هیرش الهام گرفته شده‌است کسی که داستان‌های بلندی را برای هیرش تعریف می‌کرد و رابطه خوبی با دوقلوهای هیرش داشت.
در سال ۲۰۱۷، هیرش همراه با جاستین رویلاند و اتیان کلین، از طریق یک جریان مستقیم خیریه توئیتر، کمک هزینه ۲۰۰۰۰۰ دلاری را برای کمک به توفند هاروی پرداختند.
در فوریه ۲۰۱۸، هیرش از حساب توییتر خود برای اعلام یک رمان گرافیکی رسمی آبشار جاذبه، از طریق یک سری قطعات پازلی که در طول روز منتشر می‌کرد، استفاده کرد. با کنار هم قرار دادن قطعات پازل آبشار جاذبه، افسانه های گمشده را به‌وجود آورد. ۴ ماجراجویی کاملاً جدید! که توسط هیرش نوشته شده بود در ۲۴ ژوئیه ۲۰۱۸ منتشر شد و نیویورک تایمر آن را پرفروش ترین رمان  ارزیابی کرد.

## نویسندگی
کتاب  Gravity Falls , Journal 3
کتاب Gravity falls: The book of bill
کتاب Gravity Falls: Lost Legends: 4 All-New Adventures

## بازی‌های ویدیویی
| نامزد جایزه | نقش      | سال  | نام بازی                                 |
| ----------- | -------- | ---- | ---------------------------------------- |
| نه          | صدا پیشه | ۲۰۱۴ | دیزنی بی‌نهایت: قهرمانان فوق‌العاده‌ی مارول |
| آری         | صدا پیشه | ۲۰۱۵ | دیزنی بینهایت ۳٫۰                        |

## یادداشت
1. ↑  الکس جزو صداپیشگان بازی دیزنی بینهایت ۳٫۰ و دیزنی بی‌نهایت: قهرمانان فوق‌العاده‌ی مارول بود.